# Sonet 102 (William Szekspir)

Pierwszy przekład sonetu 102 na język polski przez Konstantego Piotrowskiego z 1836 roku.

My love is strengthen’d, though more weak in seeming;

I love not less, though less the show appear:

That love is merchandiz’d whose rich esteeming

The owner’s tongue doth publish every where.

Our love was new, and then but in the spring,

When I was wont to greet it with my lays;

As Philomel in summer’s front doth sing,

And stops her pipe in growth of riper days:

Not that the summer is less pleasant now

Than when her mournful hymns did hush the night,

But that wild music burthens every bough,

And sweets grown common lose their dear delight.

Therefore, like her, I sometime hold my tongue,

Because I would not dull you with my song.

Miłość ma silna, choć wygląd jej słaby,

Nie mniej miłuje, acz mniej się wydaje,

Miłość jest kupna, jeśli swe powaby

Roznosić lubi przed publiczne zgraje.

Ta miłość nasza w pierwszej była wiośnie,

Kiedym ją witać zwykł śpiewaniem mojem,

Słowik li w lesie wciąż nuci rozgłośnie,

Natomiast mięknie z letnich dni rozwojem,

Nie iżby dni te były nie tak lube,

Jak gdy rozbrzmiewał jego tren przesłodki.

Nie! Z wszystkich krzaków wrzaski rwią się grube,

A czar swój tracą spowszedniałe zwrotki

Przeto, jak słowik, i ja milknę w porę,

Aby ci śpiew mój nie zmienił się w zmorę

Sonet 102 (MY loue is ſtrengthned though more weake in ſee-) – jeden z cyklu 154 sonetów autorstwa Williama Szekspira. Po raz pierwszy został opublikowany w 1609 roku.
Sonety 100–103 mają wspólną tematykę, którą są wariacje poetyckie na temat milczenia, zmierzające do jego wyjaśnienia oraz usprawiedliwienia. 

## Treść
W sonecie tym, podmiot liryczny, przez niektórych badaczy utożsamiany z autorem, kontynuuje tłumaczenie swojego milczenia w ostatnim czasie, argumentując, że nawet śpiew słowika stałby się powszedni i nudny, gdyby taki głos wydawał co drugi ptak i można byłoby go usłyszeć przez całe lato. W dalszej treści sonetu wiosna będąca najpierw symbolem młodości ukochanego, staje się sama przedmiotem opisu. Na koniec podmiot liryczny oświadcza, że milczenie jest jednak najlepszym rozwiązaniem, gdyż ich miłość nie wymaga słownej pochwały. Użyte w treści imię Filomeli nie zawiera odniesienia do mitologii greckiej, a jest jedynie poetyckim określeniem słowika. 

## Polskie przekłady
| 1836 |  | Niewidzialna dla świata wzrosła miłość nasza,   |  | Konstanty Piotrowski | [ 9 ]  |
| 1850 |  | Niewidzialnie dla świata wzrosła miłość nasza,  |  | Konstanty Piotrowski | [ 10 ] |
| 1913 |  | Miłość ma rośnie, choć mdła jest pozornie;      |  | Maria Sułkowska      | [ 11 ] |
| 1922 |  | Miłość ma silna, choć wygląd jej słaby,         |  | Jan Kasprowicz       | [ 12 ] |
| 1948 |  | Miłość ma sił nabrała, choć pozornie słabnie    |  | Władysław Tarnawski  | [ 13 ] |
| 1964 |  | Miłość jest silna, choć słabą się zdawa;        |  | Jerzy Sito           | [ 14 ] |
| 1968 |  | Teraz cię mocniej kocham, choć się może zdaje   |  | Marian Hemar         | [ 15 ] |
| 1979 |  | Mocniej cię kocham, choć na pozór słabiej       |  | Maciej Słomczyński   | [ 16 ] |
| 2011 |  | Miłość moja w moc rośnie, choć słabsza z pozoru |  | Stanisław Barańczak  | [ 5 ]  |
| 2015 |  | Miłość ma krzepnie, choć zda się słabnącą       |  | Ryszard Długołęcki   | [ 17 ] |